# Karakül juh

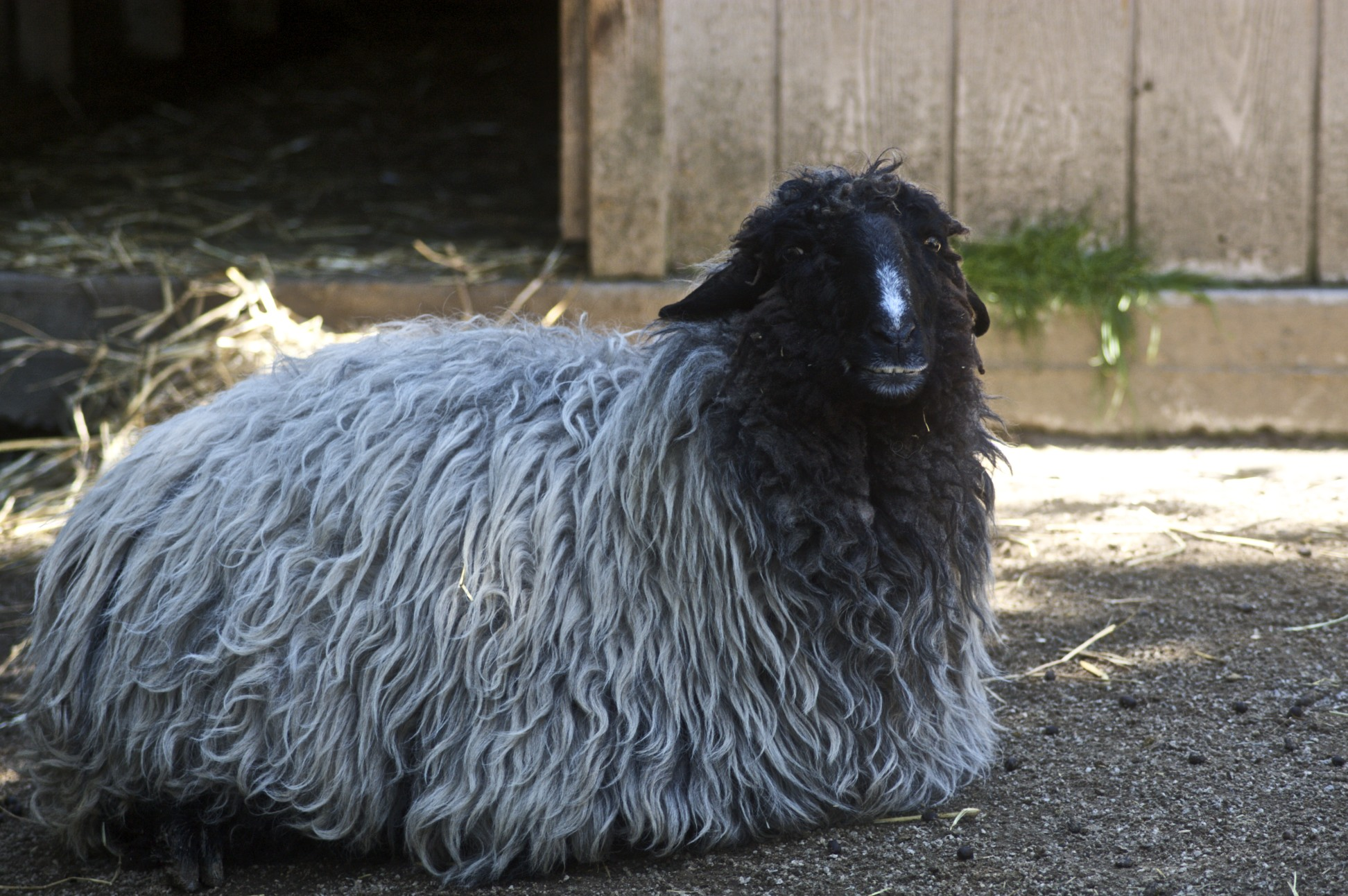
Karakül juh

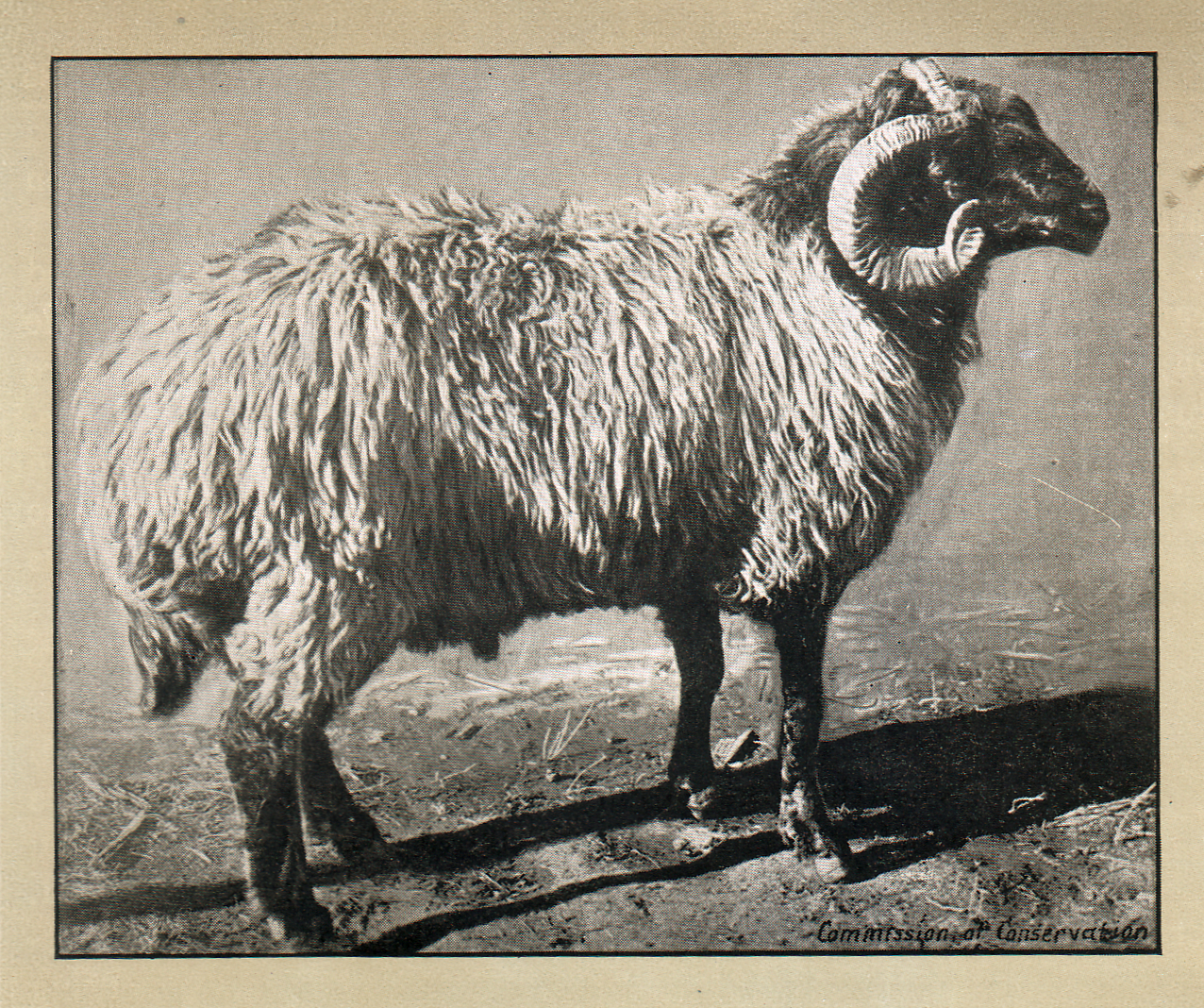
Archív kép az állatról

A karakül juh Közép-Ázsiából származó juhfajta, melyet Üzbegisztán Qorako‘l nevű városáról neveztek el. Régészeti leletek tanúsága szerint már i.e. 1400-tól kezdve tenyésztik ebben a régióban, így valószínűleg a legrégebben háziasított juhfajta. Nyáron, hogy felkészüljenek az ínségesebb idők átvészelésére, zsírpárnákat növesztenek a farkukon, ezért zsírfarkú juhnak is nevezik őket. Rendkívül kíméletlen környezetben is képesek életben maradni.
Tenyésztik tejéért, húsáért, faggyújáért és prémjéért is, a perzsaszőrme is ebből a fajtából készül. Gyapjából erős fonalat készítenek szőnyegszövéshez.

## Jellemzői
Erős fogazattal rendelkezik, ellenáll a parazitáknak és a körömgyulladásnak. Közepes méretű állat, a kos 80-100 kilogramm tömegű, a jerke 45-70 kilogramm közötti. A bárányok általában koromfeketén születnek, majd fokozatosan szürkéssé, szürkésbarnává válik a színük, egyéb árnyalatokkal tarkítva.

## Hasznosítása
Gyapjújuk minősége kitűnő, már a fiatal 1-2 hetes bárányok bundájából készült prémet is felhasználják, ezt asztrahán prémnek nevezik.